# Saillat-sur-Vienne
Saillat-sur-Vienne is een gemeente in het Franse departement Haute-Vienne (regio Nouvelle-Aquitaine) en telt 905 inwoners (1999). De plaats maakt deel uit van het arrondissement Rochechouart.

## Geografie
De oppervlakte van Saillat-sur-Vienne bedraagt 6,3 km², de bevolkingsdichtheid is 143,7 inwoners per km².

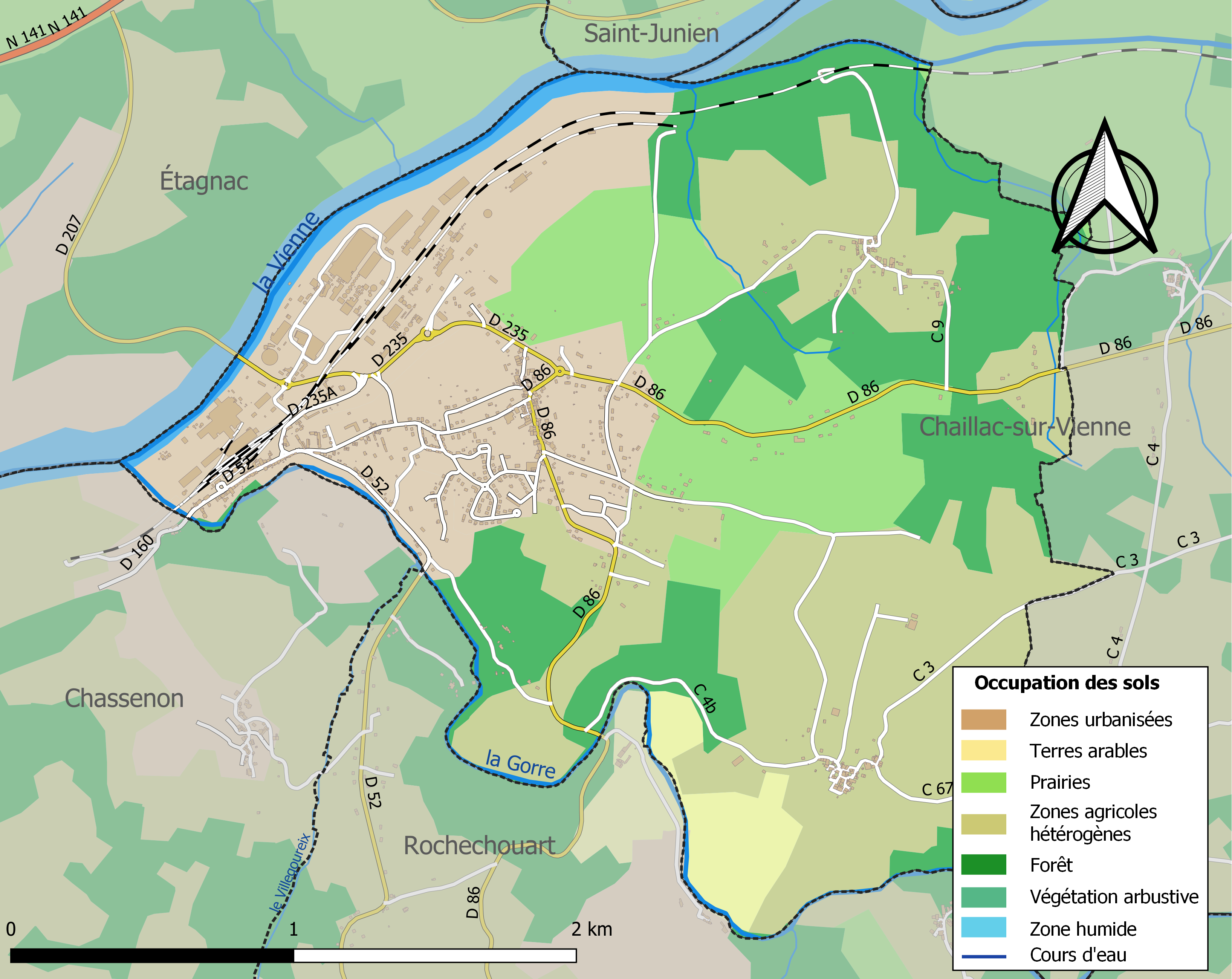
Kaart van de gemeente met de belangrijkste infrastructuur, bodemgebruik en omliggende gemeenten

## Verkeer en vervoer
In de gemeente ligt spoorwegstation Saillat - Chassenon.

## Demografie
Onderstaande figuur toont het verloop van het inwonertal (bron: INSEE-tellingen).